# Tomokazu Hirama
Tomokazu Hirama (平間 智和, Hirama Tomokazu) est un footballeur japonais né le 30 juin 1977.